# General Pánfilo Natera (kommun)
General Pánfilo Natera är en kommun i Mexiko.   Den ligger i delstaten Zacatecas, i den centrala delen av landet, 500 km nordväst om huvudstaden Mexico City.
Följande samhällen finns i General Pánfilo Natera:
- General Pánfilo Natera
- El Saucito
- San José el Saladillo
- San Ramón
- Noria del Cerro de Santiago
- La Haciendita
- Colonia Aurelio Pámanes Escobedo
- Providencia